# McLaren MP4/4
McLaren MP4/4 — один из самых успешных гоночных  автомобилей в истории  Формулы-1. Был разработан командой McLaren под руководством конструкторов Гордона Марри и Стива Николза. На нём гонщики McLaren выиграли 15 из 16 гонок в сезоне 1988 года, завоевав рекордные на тот момент 199 очков.

## Разработка

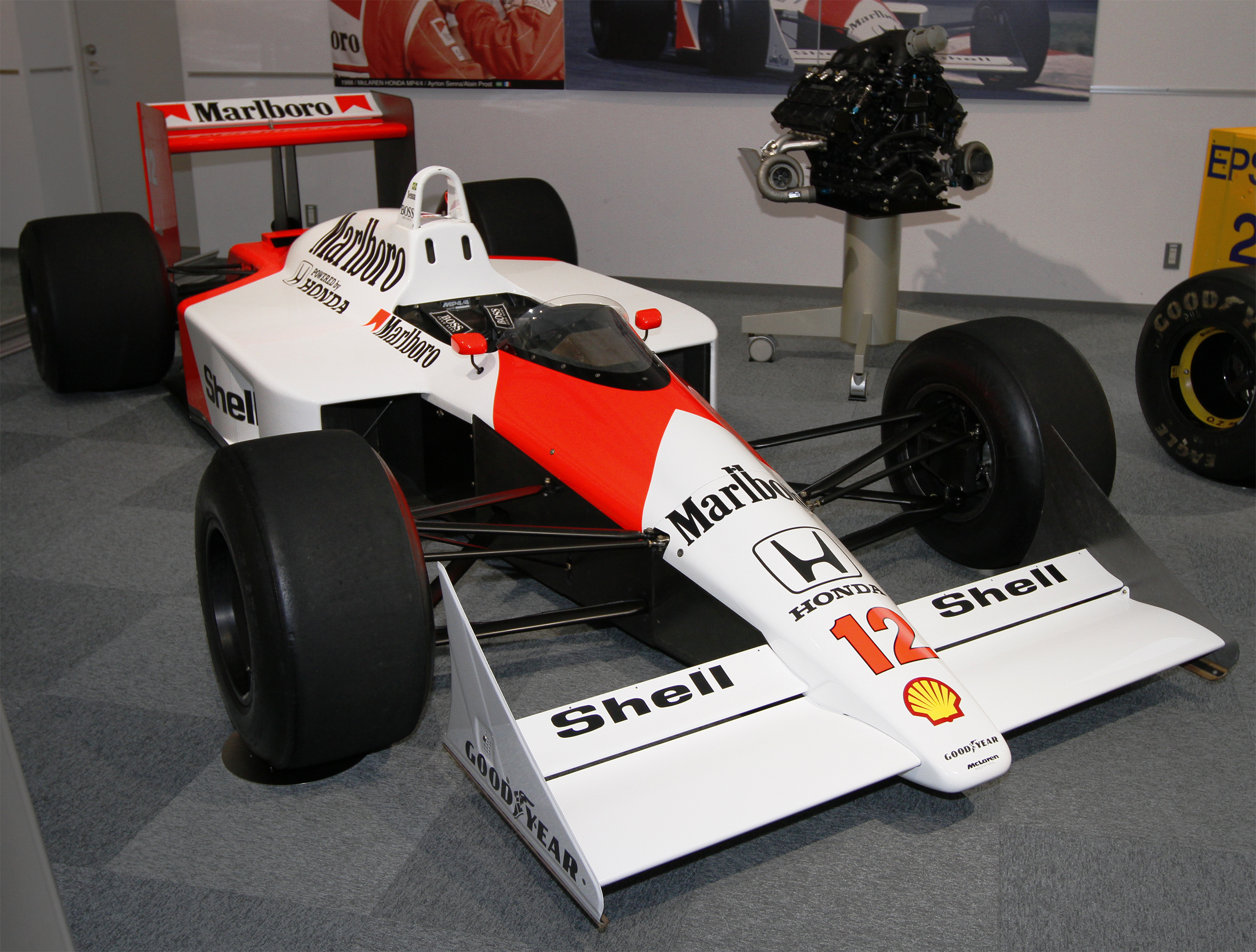
McLaren MP4/4 и двигатель Honda RA168E в музее Honda Collection Hall, Япония.

В сезоне 1987 года команда McLaren-TAG Porsche завоевала только три победы. Однако ей удалось получить полуторалитровый V6 турбодвигатель Honda, самый мощный в Формуле-1 того времени. Сезон 1988 года был последним годом для турбодвигателей, поэтому большинство команд предпринимало усилия по разработке атмосферных моторов. Конструктор Гордон Марри предложил проект автомобиля с турбомотором, который давал команде явное преимущество над конкурентами.
Шасси с низким расположением разрабатывалось Марри ещё во время работы в команде Brabham. Идея заключалась в том, что низкий автомобиль был более аэродинамически эффективен и позволял большему количеству воздуха проходить по заднему антикрылу, добавляя больше прижимной силы. В теории это звучало великолепно. На практике двигатель BMW, используемый в Brabham, оказался очень «прожорливым» и ненадёжным, что не дало возможности эффективно использовать эту идею на Brabham BT55. Однако мотор Honda был намного меньше и имел более низкий центр тяжести, чем BMW, что стало идеальным для низкого расположения шасси, которое спроектировал Марри.

## Команда-мечта
Шасси McLaren MP4/4, пара гонщиков Сенна и Прост, и, наконец, новые турбодвигатели Honda RA168E, стали для команды выигрышной комбинацией. Однако, у команд, использующих турбомоторы, возникли проблемы из-за того, что ФИА ввела ограничение на потребление топлива для автомобилей с турбинами до 150 литров на всю дистанцию гонки. Инженеры Honda в срочном порядке доработали двигатель в плане уменьшения потребления топлива. Команда также экспериментировала с активной подвеской, но эти тесты не успели закончиться к началу сезона. Автомобиль не участвовал в тестах до первой гонки, но это не помешало Сенне взять поул-позицию на первом же Гран-при 1988 года в Бразилии.

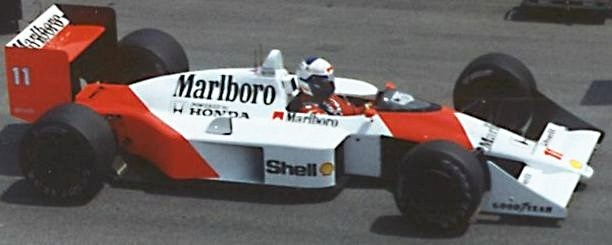
Прост управляет MP4/4 на Гран-при Канады 1988 года.

До сезона 1988 года самым доминирующим автомобилем, участвовавшим в гонках Формулы-1, был Lotus 79, однако успехи MP4/4 превзошли все результаты, показанные до этого. Сезон стал лёгкой прогулкой для команды McLaren: команда выиграла 15 из 16 гонок, завоевав 10 дублей (1 и 2 мест на финише) и 25 подиумов (из 32). Доминирование прервалось только однажды, в Монце, когда лидировавший Сенна за полтора круга до финиша попал в аварию, обгоняя отстававшего на круг Жана-Луи Шлессера, а Прост сошёл после редкого в том году отказа двигателя Honda. Гонку выиграл Герхард Бергер из Ferrari. Возможно, самым выразительным примером безоговорочного доминирования MP4/4 стал Гран-при Монако. Айртон квалифицировался на 1,5 секунды быстрее чем Ален, а тот, в свою очередь, на секунду опередил остальной пелотон.
В конце сезона McLaren легко выиграла Кубок Конструкторов. В зачёте пилотов Сенна (у которого было меньше очков) обошёл Проста по действовавшему тогда правилу — в зачёт шли только одиннадцать лучших результатов, но отношения между гонщиками испортились и больше не восстановились, пока они выступали вместе.
По итогам года McLaren MP4/4 был отмечен наградой «Гоночный автомобиль 1988 года» британского журнала Autosport.
На смену этой модели команды в 1989 году пришла McLaren Honda MP4/5.

## История шасси

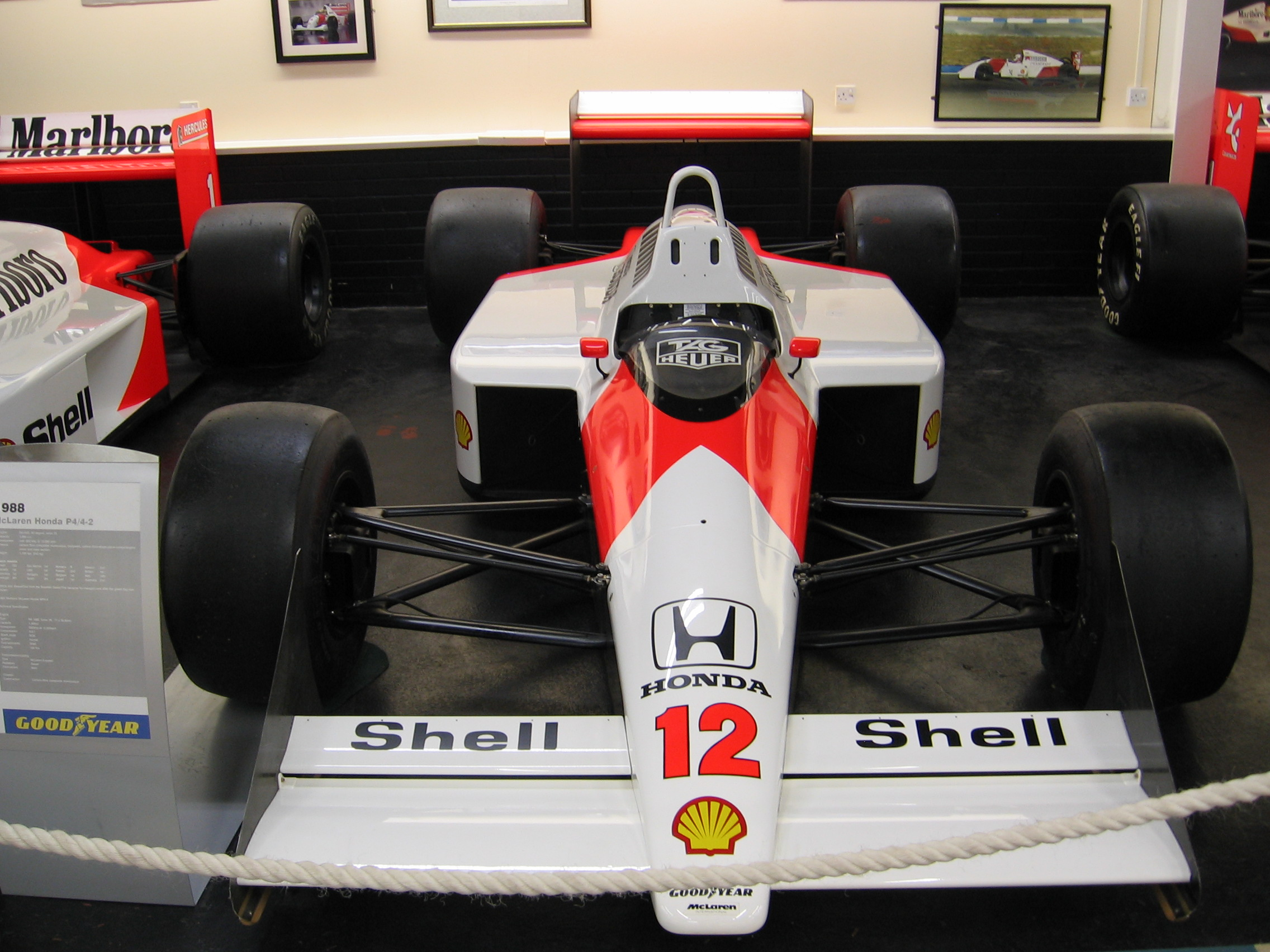
Шасси №3 — единственный McLaren MP4/4, не побеждавший в Гран-при.

За сезон 1988 года при участии компании Hercules Aerospace из фиброкарбона (углеродного волокна) было отлито шесть шасси MP4/4. Шасси получили номера от 1 до 6 и были использованы в течение всего года.
Все шесть шасси MP4/4 по прежнему существуют: корпуса №№ 1, 3, 4 и 6, принадлежат McLaren Group, шасси с номером 1 выставлено в Технологическом центре команды McLaren (McLaren Technology Centre), № 3 сдано в аренду и выставлено на обозрение на выставке Donington Grand Prix Exhibition в Донингтоне. Два других выставлены в National Motor Museum в Бьюли. Шасси №5 принадлежит компании Honda и выставлено в Honda Collection Hall в Мотеги, Япония. Шасси №2 находится в частной коллекции в США.
| Шасси | Победы                                      | Гонщик                        |
| ----- | ------------------------------------------- | ----------------------------- |
| №1    | Сан-Марино и Канада                         | Сенна                         |
| №2    | Бразилия                                    | Прост                         |
| №2    | США и Япония                                | Сенна                         |
| №3    | не выиграл ни одного Гран-при               | не выиграл ни одного Гран-при |
| №4    | Монако, Мексика и Франция                   | Прост                         |
| №5    | Великобритания, Германия, Венгрия и Бельгия | Сенна                         |
| №6    | Португалия, Испания и Австралия             | Прост                         |

## Результаты в гонках
| Год  | Шасси         | Двигатель                 | Шины | Пилоты | 1   | 2   | 3    | 4   | 5   | 6   | 7   | 8    | 9   | 10  | 11  | 12   | 13  | 14  | 15  | 16  | Место | Очки |
| ---- | ------------- | ------------------------- | ---- | ------ | --- | --- | ---- | --- | --- | --- | --- | ---- | --- | --- | --- | ---- | --- | --- | --- | --- | ----- | ---- |
| 1988 | McLaren MP4/4 | Honda RA168E V6-Т, 1,5 л. | G    |        | БРА | САН | МОН  | МЕК | КАН | ДЕТ | ФРА | ВЕЛ  | ГЕР | ВЕН | БЕЛ | ИТА  | ПОР | ИСП | ЯПО | АВС | 1     | 199  |
| 1988 | McLaren MP4/4 | Honda RA168E V6-Т, 1,5 л. | G    | Прост  | 1   | 2   | 1    | 1   | 2   | 2   | 1   | Сход | 2   | 2   | 2   | Сход | 1   | 1   | 2   | 1   | 1     | 199  |
| 1988 | McLaren MP4/4 | Honda RA168E V6-Т, 1,5 л. | G    | Сенна  | ДСК | 1   | Сход | 2   | 1   | 1   | 2   | 1    | 1   | 1   | 1   | 10   | 6   | 4   | 1   | 2   | 1     | 199  |

| Легенда к таблице |                                                                    |
| --- | ------------------------------------------------------------------ |
| В таблице перечислены результаты всех Гран-при Формулы-1, в которых использовался автомобиль. Строками таблицы являются сезоны, столбцами — этапы чемпионата мира. В каждой клетке указаны сокращённое название этапа и результат, дополнительно обозначенный цветом. Расшифровка обозначений и цветов представлена в нижеследующей таблице. |                                                                    |
| \| Пример \| Описание \| \| ------------ \| ------------------------------------------------------------------ \| \| 1 \| Победитель \| \| 2 \| Второе место \| \| 3 \| Третье место \| \| 5 \| Финишировал, заработав очки \| \| Сход \| Не финишировал, но при этом заработал очки \| \| 12 \| Финишировал, не получив очков \| \| НКЛ \| Финишировал, но не попал в финальную классификацию \| \| 15 \| Участвовал вне зачёта, либо по отдельной классификации \| \| 18 \| Не финишировал, но попал в финальную классификацию \| \| Сход \| Не финишировал \| \| НКВ \| Не прошёл квалификацию \| \| НПКВ \| Не прошёл предквалификацию \| \| ДСК \| Дисквалифицирован \| \| ИСК \| Исключён из протокола соревнований \| \| ТТ \| Заявлен для участия только в тренировках \| \| НС \| Участвовал в квалификации, но не стартовал в гонке \| \| Т \| Травмирован или болен \| \| ОТК \| Отказ от участия \| \| НТР \| Прибыл на соревнования, но на трассу не выезжал \| \| НПР \| Был заявлен в числе участников, но не прибыл к началу соревнований \| \| О \| Соревнования отменены \| \| \| Не участвовал \| \| Поул-позиция \| \| \| Быстрый круг \| \| |                                                                    |
| Пример | Описание                                                           |
| 1 | Победитель                                                         |
| 2 | Второе место                                                       |
| 3 | Третье место                                                       |
| 5 | Финишировал, заработав очки                                        |
| Сход | Не финишировал, но при этом заработал очки                         |
| 12 | Финишировал, не получив очков                                      |
| НКЛ | Финишировал, но не попал в финальную классификацию                 |
| 15 | Участвовал вне зачёта, либо по отдельной классификации             |
| 18 | Не финишировал, но попал в финальную классификацию                 |
| Сход | Не финишировал                                                     |
| НКВ | Не прошёл квалификацию                                             |
| НПКВ | Не прошёл предквалификацию                                         |
| ДСК | Дисквалифицирован                                                  |
| ИСК | Исключён из протокола соревнований                                 |
| ТТ | Заявлен для участия только в тренировках                           |
| НС | Участвовал в квалификации, но не стартовал в гонке                 |
| Т | Травмирован или болен                                              |
| ОТК | Отказ от участия                                                   |
| НТР | Прибыл на соревнования, но на трассу не выезжал                    |
| НПР | Был заявлен в числе участников, но не прибыл к началу соревнований |
| О | Соревнования отменены                                              |
| | Не участвовал                                                      |
| Поул-позиция |                                                                    |
| Быстрый круг |                                                                    |